# Gare de Genk
La gare de Genk (en néerlandais : station Genk) est une gare ferroviaire belge de la ligne 21A, de Hasselt à Maaseik, située à proximité du centre de la ville de Genk dans la province de Limbourg en Région flamande.
La première gare de Genk est mise en service en 1874. Elle ferme en 1941 lorsque cette section de la ligne est désaffectée au profit du contournement de Genk, desservant les charbonnages et comportant une gare pour les voyageurs, plus excentrée. 
La gare actuelle est mise en service en 1979 par la Société nationale des chemins de fer belges.

## Situation ferroviaire
Établie à 69 m d'altitude, la gare de Genk est située au point kilométrique (PK) 2,3 de la ligne 21D de Y Boksbergheide à Genk.

## Histoire
Le chemin de fer atteint Genk, alors appelé Genck, le 3 mars 1874, lors de la mise en service de la ligne 21A de Hasselt à Maaseik (à la frontière avec les Pays-Bas). Genk n'est alors qu'une petite bourgade de 2 000 habitants.
En 1925, pour soutenir le développement de l'industrie limbourgeoise, est construite la ligne 21B (nl), qui dessert les charbonnages d'Eisden et contourne la ville de Genk. Ce contournement, raccordé à la ligne 21A de chaque côté de Genk, entraîna le déclin, puis la fermeture, de l'ancien tracé et de la gare de Genk en 1941. L'assiette de la ligne ferroviaire disparue fut remplacée par un boulevard (Europalaan) en 1960.
Le bâtiment de la gare de Genk construit en 1874 sera démoli en 1964.
La seule gare, ouverte aux voyageurs, devint alors celle de Winterslag, également appelée Genk-goederen (Genk-marchandises),[réf. nécessaire] qui ferme aux voyageurs en 1983.
En 1979, pour soutenir la ville qui avait fortement grandi, une gare digne de ce nom fut érigée, à proximité de l'Europalaan tandis que la SNCB électrifiait et rouvrait aux voyageurs la ligne 21A entre Hasselt et Genk sous le nom de ligne 21D. La nouvelle gare est inaugurée le 26 mai 1979[réf. souhaitée].
En 2013, ce bâtiment a été rénové.

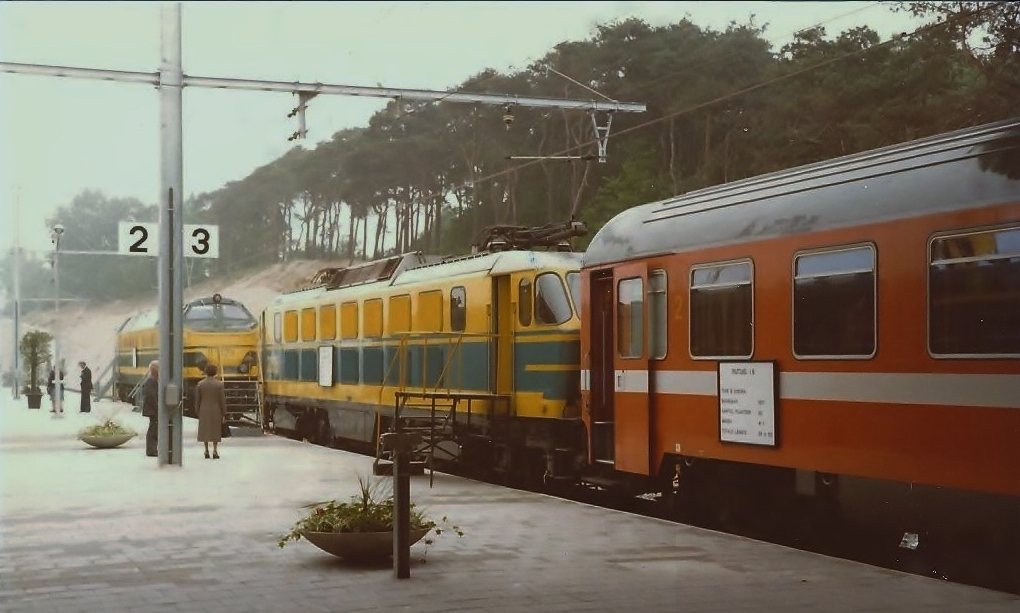
Matériel ferroviaire exposé lors de l'inauguration de la gare en 1979.7
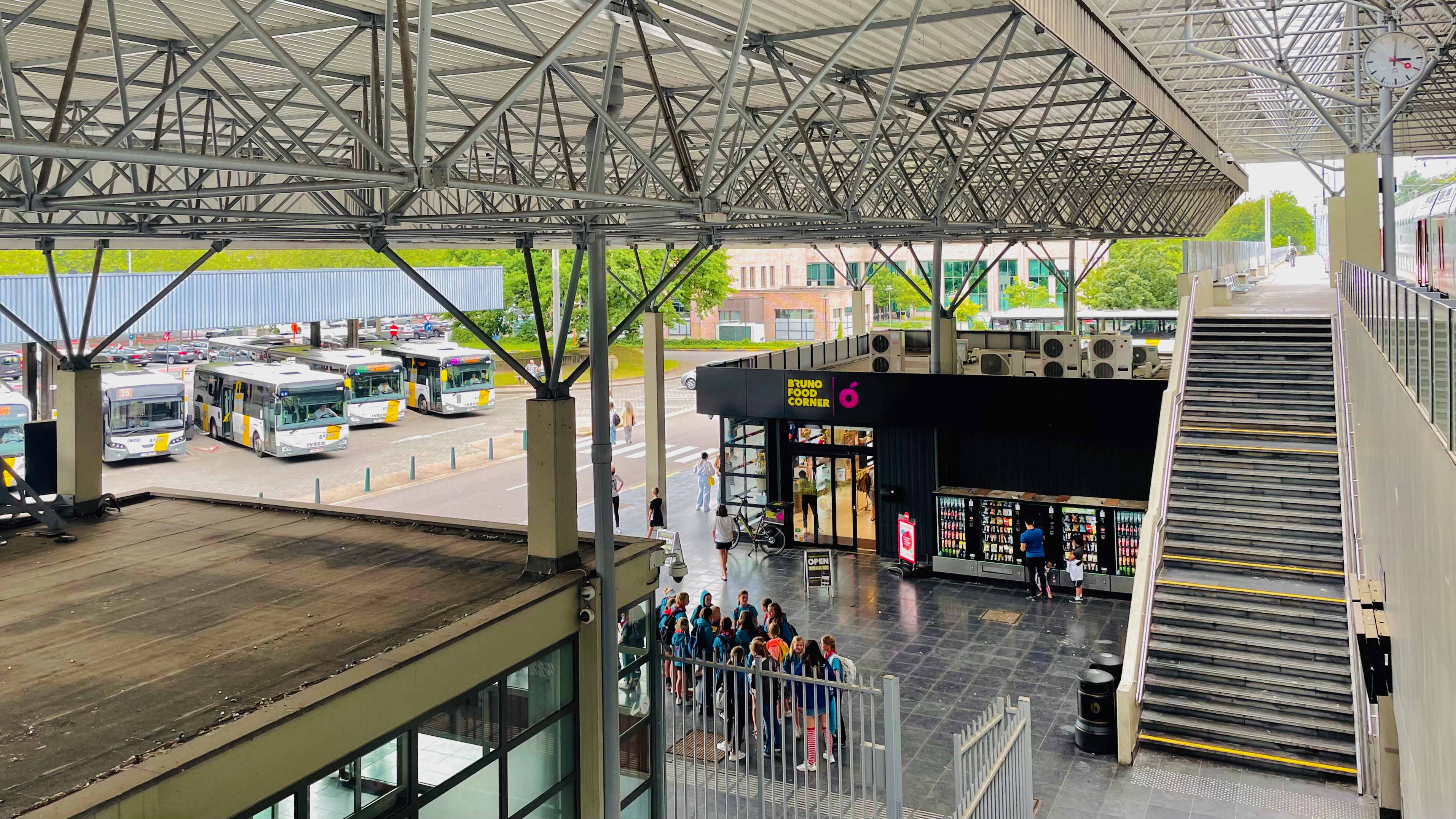
Entrée de la gare.
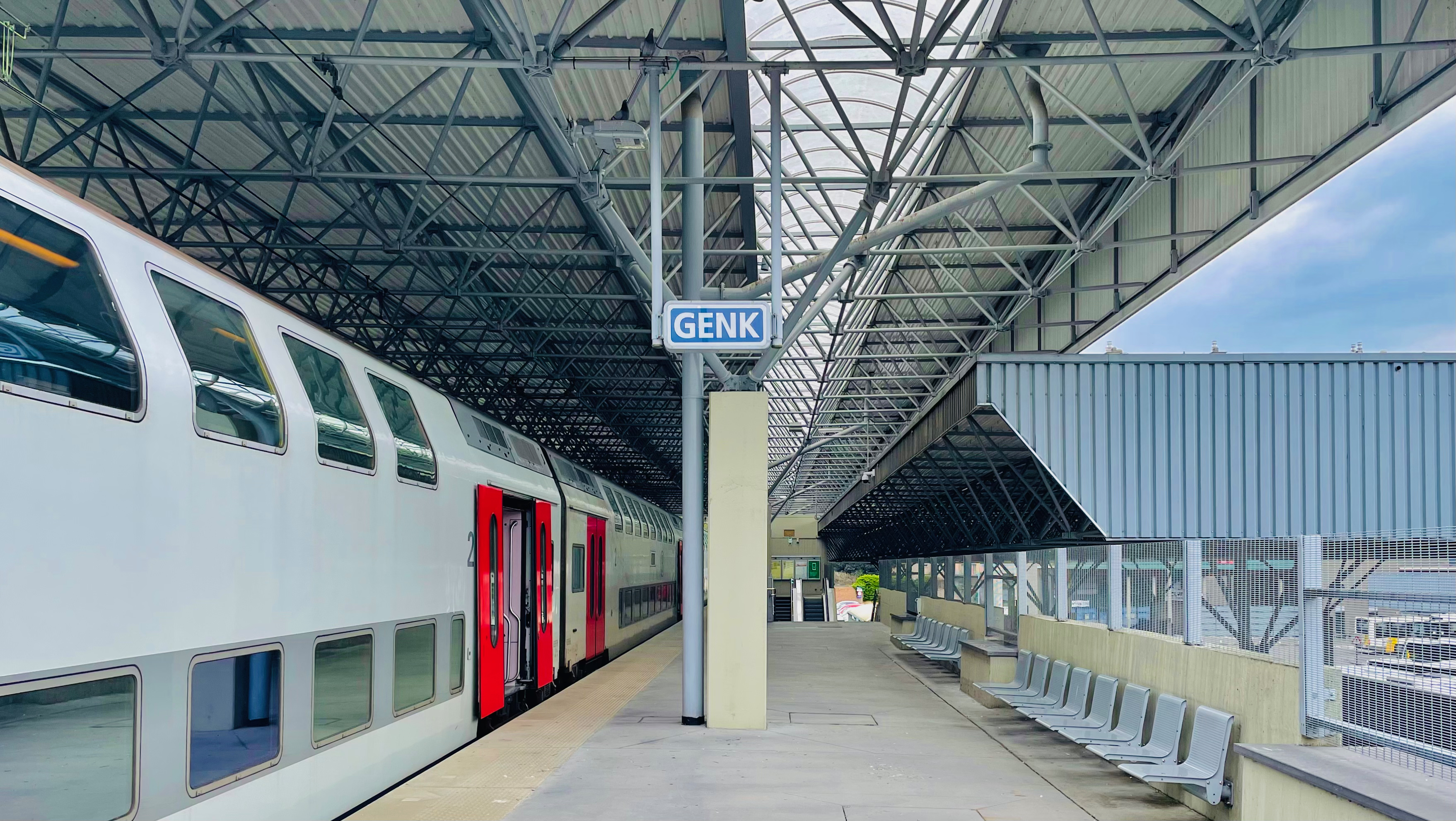
Train en gare.
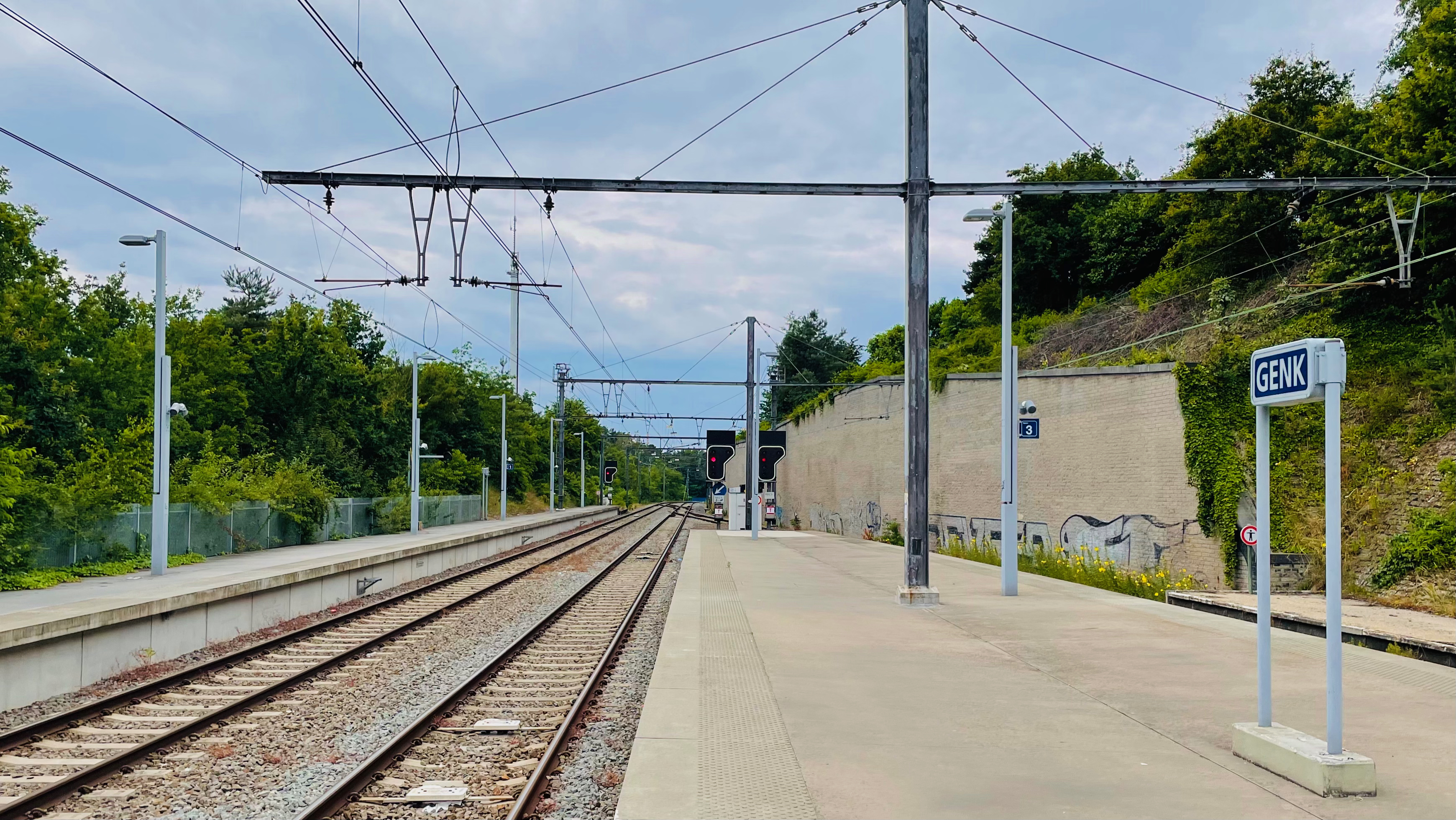
Quai et voies en direction de Hasselt.

## Service des voyageurs

### Accueil
Gare SNCB, elle dispose de guichets, ouverts du lundi au samedi, ainsi que d'automates de vente de titres de transports. Un buffet est présent en gare.

### Desserte
Genk est desservie par des trains InterCity (IC) et d'Heure de pointe (P) de la SNCB circulant sur la ligne commerciale 21 : Landen - Genk (voir brochure SNCB de la ligne 21). Pour tous ces trains, elle est la gare terminus.

#### Semaine
En semaine, Genk est desservie par des trains IC-03 effectuant, toutes les heures, le trajet Genk - Hasselt - Landen - Louvain - Bruxelles - Gand - Bruges - Blankenberge, ainsi que par des trains d'Heure de pointe (P) :
- deux trains P reliant Genk à Bruxelles-Midi via Hasselt, Landen et Louvain, le matin ;
- deux trains P de Genk à Hasselt, le matin ;
- un train P de Louvain à Genk, le matin ;
- un train P de Genk à Louvain, l’après-midi ;
- un train P de Hasselt à Genk, l’après-midi.

#### Week-ends et jours fériés
La desserte se limite aux trains IC-03 : Genk - Blankenberge, toutes les heures.

### Intermodalité
Des bus De Lijn desservent la gare, qui est dotée de deux parkings et d'aires de stationnement pour les vélos.

### Accessibilité
La gare fait partie du réseau d'assistance aux personnes à mobilité réduite. Elle dispose d'escalators et de places de parking dédiées mais seul le quai 1 est doté d'un ascenseur.

## Comptage voyageurs
Ce graphique et tableau montre le nombre de voyageurs embarquant en moyenne durant la semaine, le samedi et le dimanche.
| Nombre de passagers qui embarquent à la gare de Genk | Nombre de passagers qui embarquent à la gare de Genk | Nombre de passagers qui embarquent à la gare de Genk | Nombre de passagers qui embarquent à la gare de Genk |
|                                                      | Semaine                                              | Samedi                                               | Dimanche                                             |
| ---------------------------------------------------- | ---------------------------------------------------- | ---------------------------------------------------- | ---------------------------------------------------- |
| 1979                                                 | 542                                                  | 326                                                  | 784                                                  |
| 1980                                                 | 583                                                  | 250                                                  | 820                                                  |
| 1981                                                 | 635                                                  | 291                                                  | 994                                                  |
| 1982                                                 | 732                                                  | 325                                                  | 873                                                  |
| 1983                                                 | 609                                                  | 333                                                  | 983                                                  |
| 1984                                                 | 618                                                  | 373                                                  | 903                                                  |
| 1985                                                 | 656                                                  | 396                                                  | 908                                                  |
| 1986                                                 | 810                                                  | 418                                                  | 915                                                  |
| 1987                                                 | 763                                                  | 319                                                  | 745                                                  |
| 1988                                                 | 686                                                  | 415                                                  | 901                                                  |
| 1989                                                 | 781                                                  | 501                                                  | 1 082                                                |
| 1990                                                 | 877                                                  | 451                                                  | 1 184                                                |
| 1991                                                 | 865                                                  | 577                                                  | 1 187                                                |
| 1992                                                 | 978                                                  | 447                                                  | 1 212                                                |
| 1993                                                 | 902                                                  | 564                                                  | 1 309                                                |
| 1994                                                 | 1 083                                                | 557                                                  | 1 608                                                |
| 1995                                                 | 1 123                                                | 830                                                  | 1 274                                                |
| 1996                                                 | 1 266                                                | 745                                                  | 1 950                                                |
| 1997                                                 | 1 185                                                | 671                                                  | 1 467                                                |
| 1998                                                 | 1 351                                                | 670                                                  | 1 562                                                |
| 1999                                                 | 892                                                  | 515                                                  | 1 093                                                |
| 2000                                                 | 927                                                  | 742                                                  | 1 153                                                |
| 2001                                                 | 878                                                  | 585                                                  | 1 016                                                |
| 2002                                                 | 833                                                  | 576                                                  | 1 176                                                |
| 2003                                                 | 768                                                  | 1 035                                                | 1 148                                                |
| 2004                                                 | 818                                                  | 644                                                  | 1 166                                                |
| 2005                                                 | 903                                                  | 788                                                  | 1 316                                                |
| 2006                                                 | 945                                                  | 823                                                  | 1 105                                                |
| 2007                                                 | 1 040                                                | 718                                                  | 1 400                                                |
| 2008                                                 | -                                                    | -                                                    | -                                                    |
| 2009                                                 | 821                                                  | 965                                                  | 1 715                                                |
| 2010                                                 | -                                                    | -                                                    | -                                                    |
| 2011                                                 | -                                                    | -                                                    | -                                                    |
| 2012                                                 | 1 118                                                | 774                                                  | 1 895                                                |
| 2013                                                 | 1 089                                                | 834                                                  | 1 308                                                |
| 2014                                                 | 1 081                                                | 697                                                  | 1 535                                                |
| 2015                                                 | 1 033                                                | 582                                                  | 1 269                                                |
| 2016                                                 | 1 074                                                | 575                                                  | 1 379                                                |
| 2017                                                 | 1 036                                                | 647                                                  | 1 416                                                |
| 2018                                                 | 1 214                                                | 774                                                  | 1 513                                                |
| 2019                                                 | 888                                                  | 715                                                  | 1 422                                                |
| 2020                                                 | 695                                                  | 325                                                  | 764                                                  |
| 2021                                                 | -                                                    | -                                                    | -                                                    |
| 2022                                                 | 1 201                                                | 360                                                  | 680                                                  |
| 2023                                                 | 1 350                                                | 953                                                  | 1 163                                                |
| 2024                                                 | 1 081                                                | 658                                                  | 1 117                                                |

## Patrimoine ferroviaire

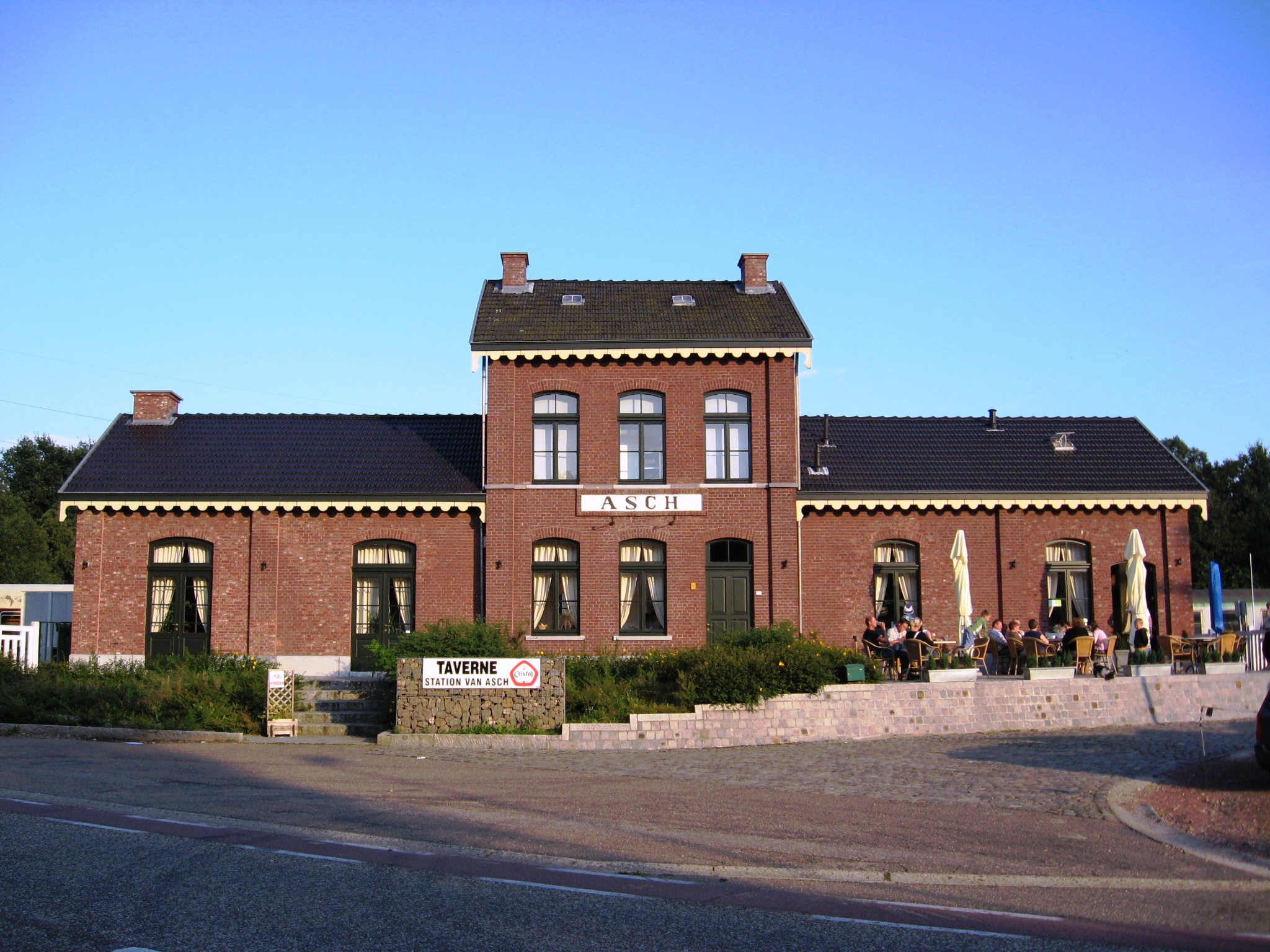
Le bâtiment de la Gare d'As, était en tous points identiques à celui de la première gare de Genk.

Le petit bâtiment d'origine a entièrement disparu au cours du XXe siècle ; il est possible d'admirer un bâtiment en tous points identique, à As, près de Genk.
Le bâtiment actuel est typique du style de l'époque avec une importante toiture parapluie, qui se retrouve, entre-autres, à Roulers, Bressoux (bâtiment démoli) et Deinze.